# József Dobos (Konditor)

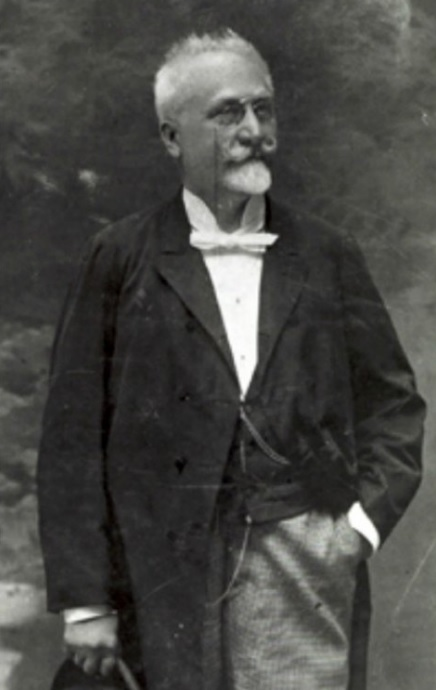
József Dobos

József Carl Dobos (* 18. Januar 1847 in Pest, Königreich Ungarn; † 10. Oktober 1924 in Budapest, Königreich Ungarn) war ein ungarischer Konditor, Koch und Unternehmer. Er erfand die nach ihm benannte Dobostorte.

## Leben
Dobos stammte aus einer Konditoren-Familie, sein Urgroßvater war Hofkonditor des ungarischen Adeligen Franz II. Rákóczi.
1878 eröffnete Dobos seinen Delikatessenladen in der Kecskeméti utcá im V. Bezirk (Belváros-Lipótváros) in Budapest, wo er unter anderem Kaviar, Sekt und selbst hergestellte Waren verkaufte. 1881 erschien sein Magyar-franczia szakácskönyv (deutsch ungarisch-französisches Kochbuch). 1884 kreierte er seine bekannte Torte, die er 1885 auf einer Ausstellung Kaiser Franz Joseph I. und Kaiserin Elisabeth von Österreich-Ungarn persönlich präsentierte und verkostete. 20 Jahre lang hielt Dobos das genaue Rezept geheim, bis er es schließlich 1906 veröffentlichte und sein Geschäft verkaufte.
Da er den Großteil seines Vermögens in Kriegsanleihen investiert hatte, verstarb er 1924 nach dem Ersten Weltkrieg als armer Mann in Budapest. Er ist auf dem Farkasréti temető beerdigt.